# بيتر ماثيوز
بيتر ماثيوز (بالإنجليزية: Peter Matthews) هو عداء سريع جامايكي، ولد في 13 نوفمبر 1989 في أبرشية مانشستر في جامايكا.

## وصلات خارجية
- بيتر ماثيوز على موقع الاتحاد الدولي لألعاب القوى (الإنجليزية)
- بيتر ماثيوز على موقع الدوري الماسي (الإنجليزية)
- بيتر ماثيوز على موقع اللجنة الأولمبية الدولية (الإنجليزية)
- بيتر ماثيوز على موقع أوليمبيديا (الإنجليزية)